# Kozki Wielkie
Kozki Wielkie – dawna wieś. Tereny na których leżała znajdują się obecnie na Białorusi, w obwodzie witebskim, w rejonie postawskim, w sielsowiecie Kuropole.
Dawniej używana nazwa – Koski Wielkie.

## Historia
W czasach zaborów w powiecie dzisieńskim, w guberni wileńskiej Imperium Rosyjskiego.
W dwudziestoleciu międzywojennym wieś leżała w Polsce, w województwie wileńskim, w powiecie duniłowickim, od 1926 w powiecie dziśnieńskim, w gminie Postawy.
Według Powszechnego Spisu Ludności z 1921 roku zamieszkiwały tu 72 osoby, 10 było wyznania rzymskokatolickiego a 62 prawosławnego. Jednocześnie 62 mieszkańców zadeklarowało polską a 10 białoruską przynależność narodową. Było tu 14 budynków mieszkalnych. W 1931 w 18 domach zamieszkiwało 87 osób.
Wierni należeli do parafii rzymskokatolickiej w Wasiewiczach i prawosławnej w Andronach. Miejscowość podlegała pod Sąd Grodzki w Postawach i Okręgowy w Wilnie; właściwy urząd pocztowy mieścił się w Kozianach.
W 1938 roku miejscowość należała do gromady Dzietkowo gminy Postawy.